# 5,45 × 39 mm

A-camiciatura B-nucleo in acciaio C-zona cava D-massa in piombo E-carica di lancio.

La 5,45 × 39 mm è una cartuccia per fucile d'assalto e mitragliatrice leggera  utilizzata dalle forze armate russe.
In alcuni reparti dell'esercito russo (come ad esempio negli Morskaja Pechota e Spetsnaz) sta andando a sostituire la cartuccia 7,62 × 39 mm, tipicamente utilizzata in fucili AK-47, AKM e derivati.

## Caratteristiche
La sua denominazione è solo approssimativamente riferita al calibro. Infatti il diametro della canna dei fucili che utilizzano questa munizione è di 5,54 mm preso fra i pieni della rigatura, mentre fra i vuoti è di 5,71 mm.
Il diametro standard del proiettile è di 5,61 millimetri, il suo peso di 3,43 grammi (pari a 53 grani). La lunghezza tipica è di 25,1 mm, compresa la base rastremata.
La velocità iniziale è pari a 899 m/s; la sua energia di impatto, a 100 metri di distanza, è pari a 115 kgm (1128 J)

## Armi
- AK-74
- RPK-74
- AKS-74U
- AN-94